# مؤسسه

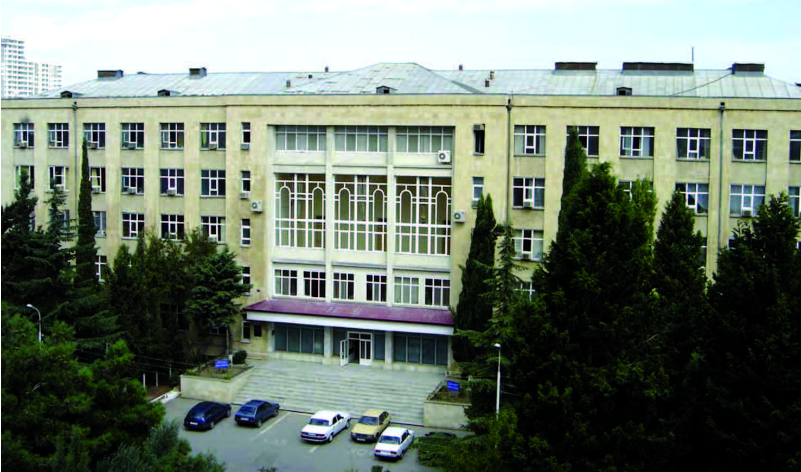
انستیتو فیزیک آناس

مؤسسه یا اَنستیتو (به فرانسوی: Institut) به یک سازمان گفته می‌شود که برای هدف مشخصی تأسیس شده‌است. این نام معمولاً به مؤسسه‌های پژوهشی گفته می‌شود. در برخی کشورها مؤسسه‌های پژوهشی و تحقیقاتی زیرمجموعه‌هایی از دانشگاه‌ها هستند.